# Senner
Le Senner (allemand : Senner) est une race de chevaux de selle de type arabe, originaire de la lande de Senne, aujourd'hui dans le lande Rhénanie-du-Nord-Westphalie au nord ouest de l'Allemagne. Il provient peut-être de troupeaux sauvages cités dans la région dès 1160, puis élevés en liberté sur des siècles. Le type actuel est beaucoup plus récent, des croisements avec l'Arabe, l'Anglo-arabe et le Pur-sang lui ayant donné son apparence de cheval arabe lourd et sportif.
Extrêmement vulnérable, le Senner est une bonne monture de sports équestres. Il est désormais élevé en écopâturage. Le cheptel est inférieur à une quarantaine d'individus en 2016.

## Histoire

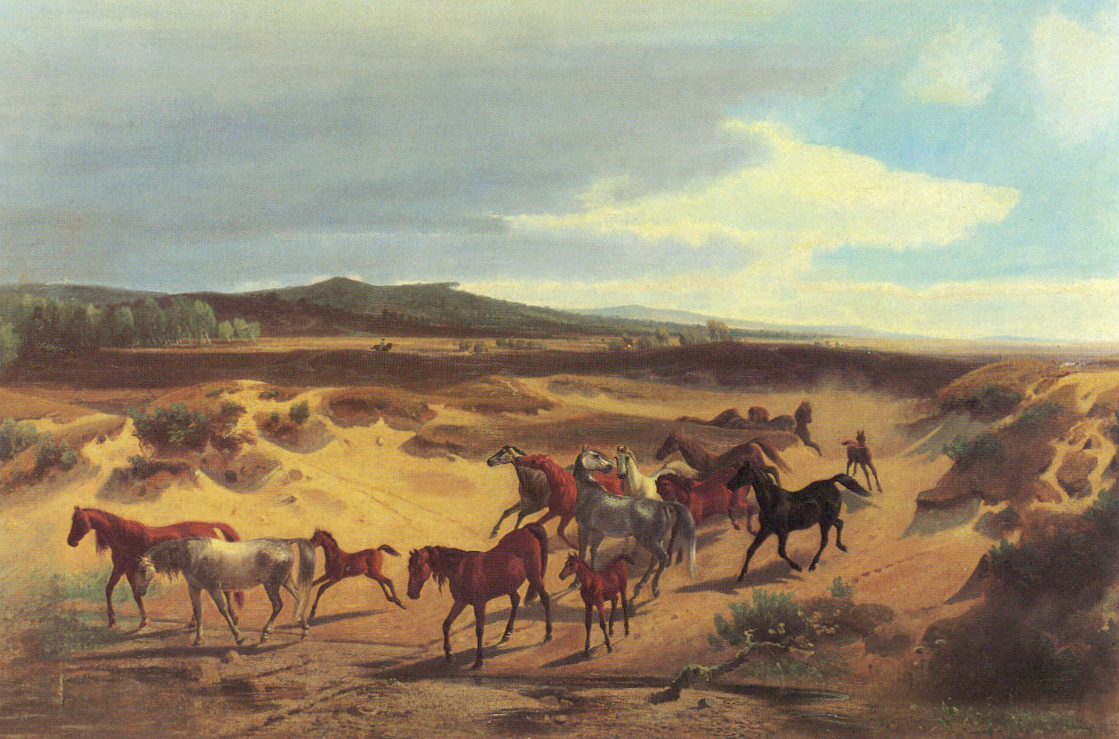
et Gustav Quentell, Chevaux de Senne, 1860.

Les origines exactes du Senner sont indécises, car plusieurs sources affirment que cette race aurait été détruite consécutivement à un incendie, en 1945, alors que d'autres la considèrent comme la plus ancienne race de chevaux d'Allemagne. 
Originaire de Westphalie, le Senner est considéré, notamment d'après l'ouvrage de référence de l'université de l'Oklahoma (2007), et le résumé de CAB International (2016), comme descendant des chevaux sauvages de la lande de Senne, entre Bielefeld et Paderborn, et de la forêt de Teutberg.
La première mention écrite faisant état de chevaux dans cette région date de 1160,. L'évêque de Paderborn Bernhard Ier von Oesede fait don de sa jument dont les grands-parents sont d'origine sauvage à l'abbaye de Hardehausen, qu'il a fondée. Le cheval est au Moyen Âge beaucoup élevé, notamment pour fournir des montures à la maison de Lippe. En 1493, lorsque l'épouse de Bernard VII de Lippe définit la race domestique locale, on recense 64 individus dont 23 juments et 18 poulains. Le haras privé qui élève ces chevaux est initialement situé près de Detmold, puis est déplacé à Lopshorn en 1680. Depuis la fin du XVIIe siècle, c'est donc le château de Lopshorn qui sert de centre d'élevage. Des chevaux arabes entrent en croisement à la fin du XVIIe et au siècle suivant. Un registre généalogique est créé dès 1713. Des chevaux anglais et anglo-arabes arrivent au château à la fin du XVIIIe, et redéfinissent la race. Le Senner est donc issu d'un mélange entre Pur-sang, Arabe et Anglo-arabe. Il existait originellement quatre lignées de juments, mais seule l'une d'entre elles, remontant à 1725, a survécu.
Les chevaux sont élevés toute l'année en pleine nature, puis abrités l'hiver, ce qui met en place une sélection naturelle. À partir de 1870, un élevage sélectif est conduit. Après la Première Guerre mondiale, des croisements avec le cheval ibérique sont introduits. La race a failli disparaître durant la Seconde Guerre mondiale : en 1935, le haras de Lopshorn est fermé, et ses chevaux dispersés entre différents propriétaires privés,. Une Néerlandaise, Julie Marie Immink, parvient à racheter plusieurs chevaux et à les élever dans leur haras originel,. Cependant, en 1946, Lopshorn est définitivement dissout,.
En 1997, seuls 5 chevaux sont recensés. Depuis 1999, quelques hongres et juments sont en écopâturage dans la réserve de Senne, pour préserver le paysage. Le 12 juillet 2006, la Zuchtverband für Senner Pferde e.V. (association des éleveurs de chevaux Senner) est officiellement reconnue en tant qu'association d'éleveurs par le ministère de l'environnement, de la protection de la nature et de l'agriculture du land de Rhénanie-du-Nord-Westphalie.

## Description

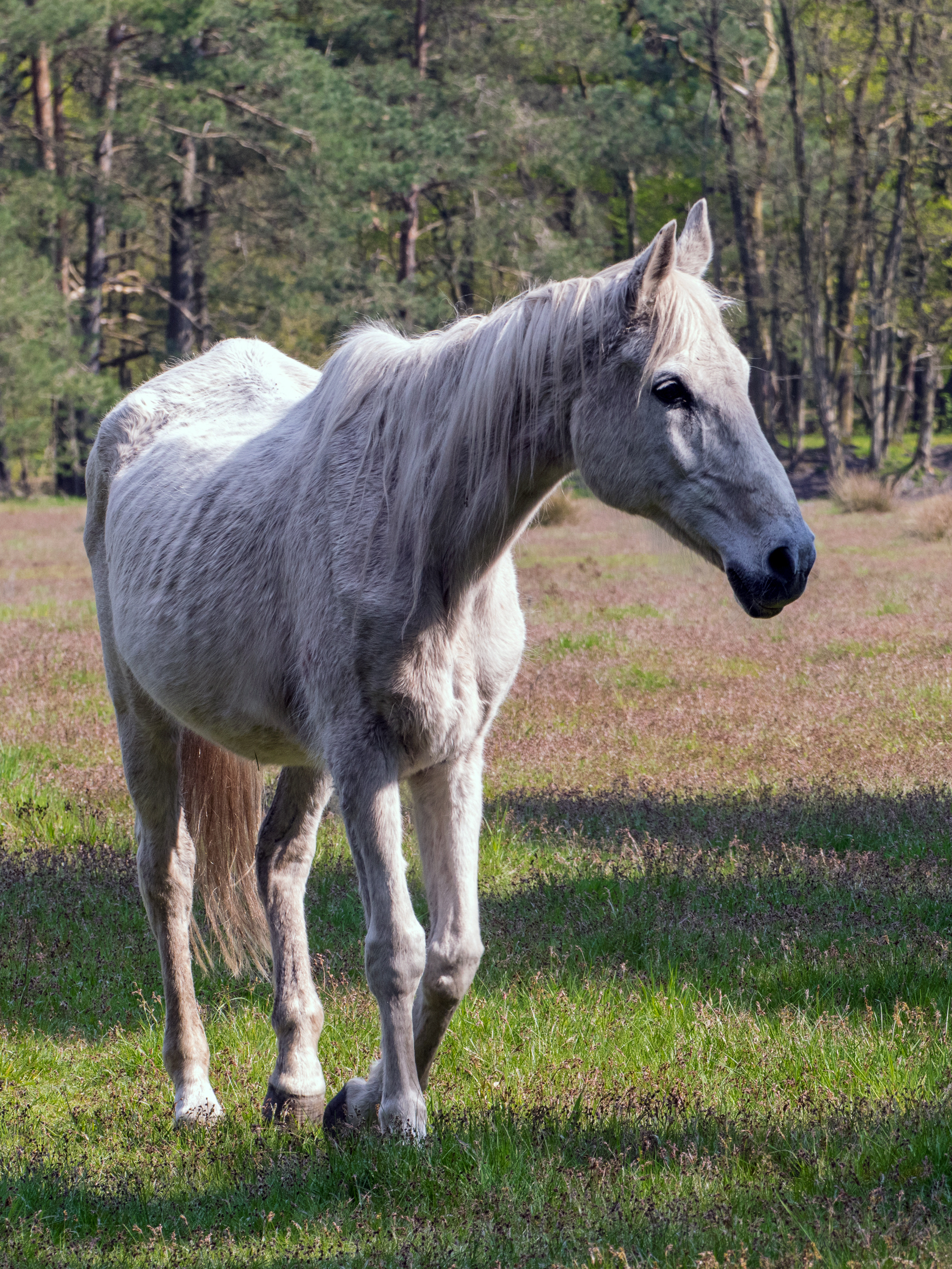
Senner gris à la réserve de Senne.

Le Senner est un cheval de selle de type arabe en plus lourd, toisant en moyenne de 1,58 m à 1,65 m au garrot selon la base de données DAD-IS (1,59 m à 1,65 m selon le guide Delachaux, qui prenait probablement ses sources dans une version ancienne de la présente page de Wikipédia), et 1,57 m à 1,67 m selon l'ouvrage de référence, bien plus solide, de CAB International. Le poids est d'environ 510 kg.
Il est décrit comme élégant et attractif. La tête présente un profil rectiligne, ou plus fréquemment concave,. L'encolure est longue et légèrement arquée. Le garrot est sorti. Les épaules sont musclées et inclinées, la poitrine profonde, le dos long, la croupe légèrement inclinée. Les membres sont fins, terminés par des sabots durs.

### Robe
Le Senner est essentiellement gris, ou, un peu plus rarement, bai,. Toutes les couleurs sont théoriquement possibles. Il existe des sujets noirs et alezans. Il arrive que des marques primitives, telles que la raie de mulet et les zébrures aux membres, soient visibles.

### Tempérament et entretien
Le Senner est rustique, endurant, et d'une très bonne fertilité. Sa maturité est lente. Il est réputé endurant, et de caractère agréable.

### Sélection

La rose du blason de la principauté de Lippe.

La sélection de la race est gérée par la Deutsche Reiterliche Vereinigung e.V.. L'entrée au stud-book se définit exclusivement à partir de la descendance de la jument fondatrice, David. L’analyse d'adn mitochondrial par Jansen et collègues en 2002 montre en effet que tous les Senner actuels descendent d'une unique jument, née en 1725,. Les chevaux et poulains conformes à la race sont marqués au fer d'un symbole représentant la rose de Lippe, surmontée d'une couronne. Ce symbole figure au milieu du blason de la principauté de Lippe ; en novembre 2009, quatre poulains ont ainsi été marqués, au haras de Karl-Ludwig Lackner à Borgholzhausen. Ce marquage héraldique est employé depuis 1725 d'après Mathias Vogt, premier président de la Fédération d'élevages des chevaux Senner.

## Utilisations

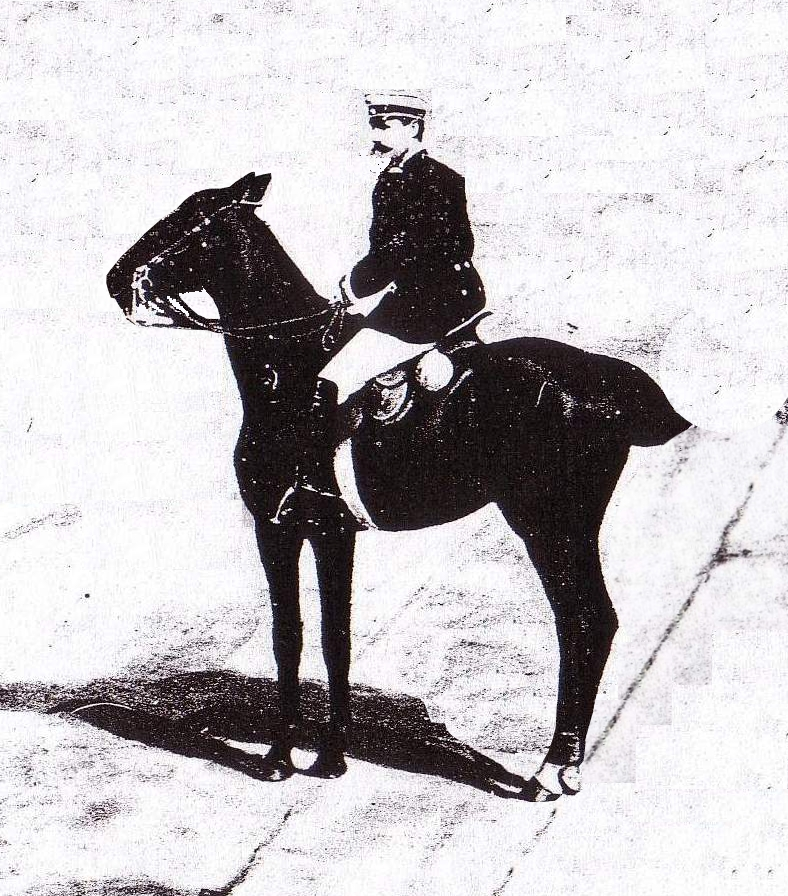
Lippspringe, jument Senner, montée en 1892.

Ce cheval de selle classique est destiné aux sports équestres, principalement utilisé dans le concours complet et le saut d'obstacles. Il peut aussi faire un bon cheval de loisir.
Il a peut-être participé au développement de la race du Hanovrien.

## Diffusion de l'élevage
Le Senner est classé comme race locale native d'Allemagne dans DAD-IS. Perpétuée par une poignée d'éleveurs, en danger d'extinction (2018), la race est extrêmement rare. L'étude menée par Rupak Khadka de l'université d'Uppsala, publiée en août 2010 pour la FAO, signale le Senner comme une race locale européenne en danger critique d'extinction. De même, en 2007, la race était classée critique dans l'évaluation de la FAO. Dans la liste rouge de la Gesellschaft zur Erhaltung alter und gefährdeter Haustierrassen, le Senner est classé au niveau I, « extrêmement menacé ».
Le Senner est éligible aux aides financières accordées en Allemagne à la préservation des races menacées (2015). En 2016, le cheptel est d'une quarantaine de chevaux selon le guide Delachaux, dont cinq étalons et environ 20 juments. DAD-IS indique un cheptel de 26 têtes en 2016.